# Knopfspiele
Die Bezeichnung Knopfspiele umfasst eine große Gruppe von Spielformen mit sehr unterschiedlichen Spielgedanken und Regeln. Ihr einziges gemeinsames Merkmal ist das Spielgerät, eine Reihe von Knöpfen.

## Kategorisierung
Knopfspiele werden spielsystematisch in die Kategorie der Spielmittel eingeordnet. Es handelt sich um eine praxisorientierte Einteilungsform, nach deren Prinzip beispielsweise auch die verschiedenartigen Ballspiele, die Murmelspiele oder die Fliesenspiele zusammengefasst werden. Es geht dabei um Spielzeug, das aus Spielgeräten oder Alltagsmaterialien bestehen kann.

## Material

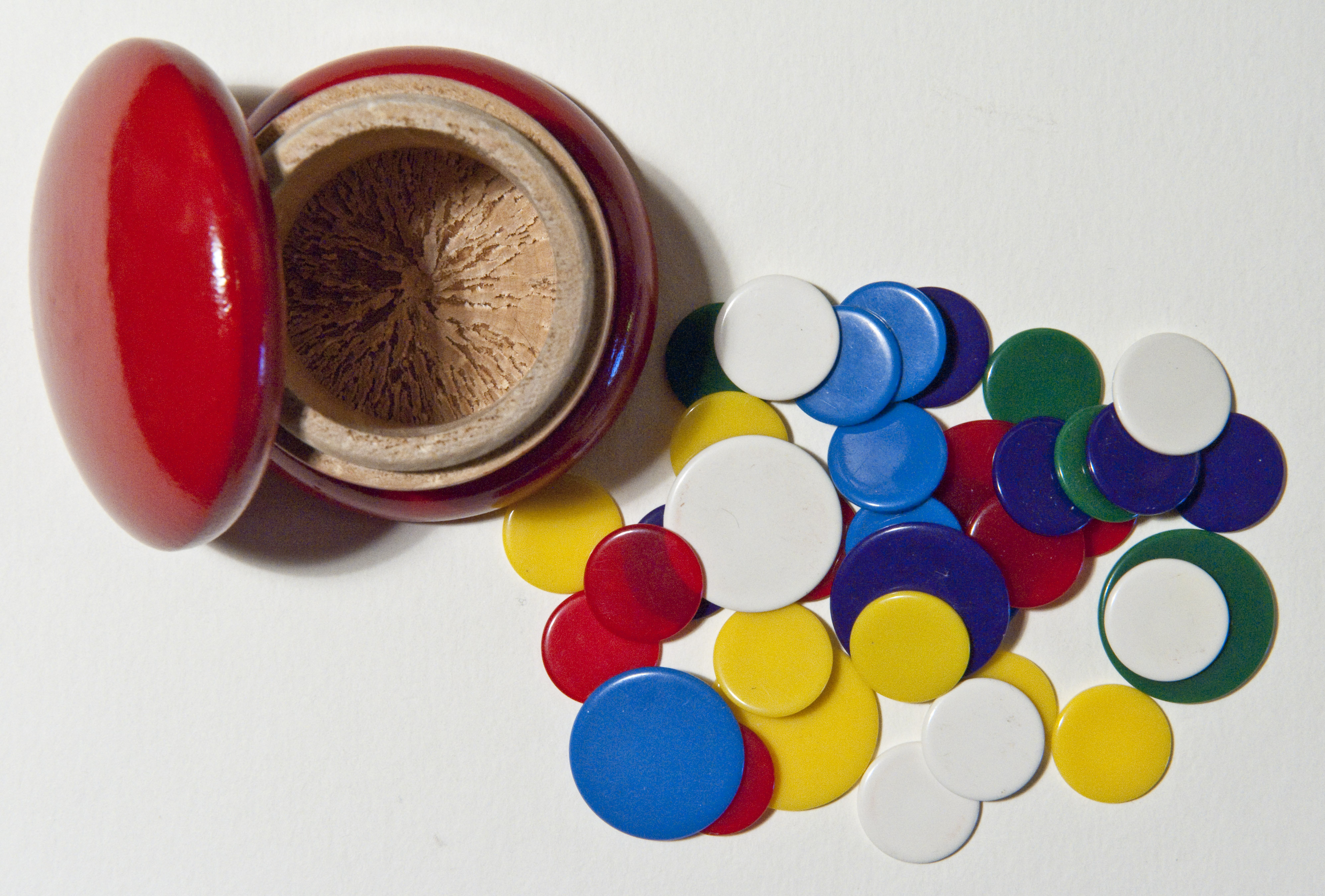
Spielmaterial zum Knopfknipsen

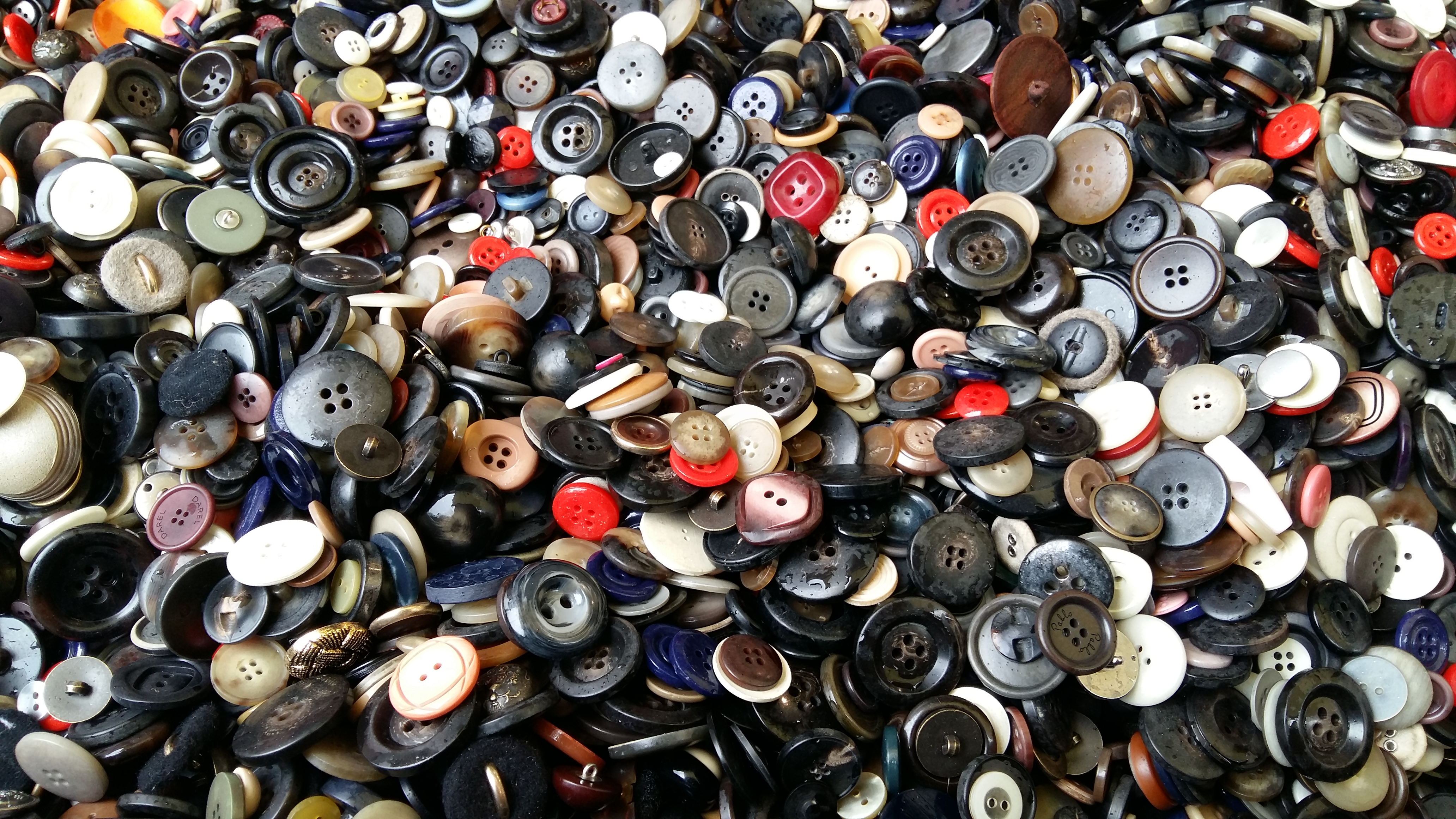
Knopfsammlung

Knopfspiele sind Spiele mit Alltagsmaterialien, die in der Regel von den Spielenden nach und nach gesammelt und bei Wettspielen vermehrt werden. Sie können aus Horn, Metall, Steinnuss, Leder, Nylon oder Glas bestehen und von unterschiedlicher Größe sein. Entsprechend der Verschiedenartigkeit der einzelnen Spielformen und Spielgedanken kommen unterschiedliche Knöpfe zum Einsatz:

## Charakter
Knopfspiele können auf dem Wohnzimmertisch, auf dem Fußboden, aber auch im Freien gespielt werden. Sie eignen sich als Geschicklichkeitsspiele schon für Vorschulkinder und auch als Gedächtnisspiele noch für Senioren. Man kann sie als besinnliches Singularspiel praktizieren, in Wettkampfform als Partnerspiel oder auch als Gesellschaftsspiel in der Gruppe austragen. Bei jedem der einzelnen Knopfspiele bieten sich wiederum abwechslungsreiche Varianten an.

## Beispiele

### Knopfbillard
Beim Knopfbillard stehen sich zwei Gegenspieler mit ihren Knöpfen an den Seiten des Spieltischs gegenüber. Jeder schupst dann einen seiner Knöpfe auf die gegnerische Seite. Wer am nächsten an die Spielkante gelangt, eröffnet das Spiel. Fällt ein Knopf über die Tischkante, gehört er dem Kontrahenten. Der erste Spieler darf nun versuchen, mit einem weiteren Knopf den des Gegners zu treffen, um ihn einzusammeln. Gelingt dies nicht, ist der andere an der Reihe.

### Knopfboule oder Knopfwerfen
„Boule“ ist eine Sammelbezeichnung für alle Kugelsportarten. Das Wort „Knopfboule“ lehnt sich in seinem Regelwerk an Outdoorspiele wie das Boccia oder das Bowling an. Die Knopfboule oder das Knopfwerfen eignet sich als Stubenspiel wie als Freiluftsport. Als Spielgeräte werden möglichst große und schwere Knöpfe, etwa aus Metall, Glas oder Horn, benötigt. Es gilt, diese so nah wie möglich an eine festgelegte Zielmarke zu werfen. Dies kann die Tischkante oder eine Wand im Wohnzimmer, aber auch eine Mauer, eine Grube oder ein Baum im Freien sein. Alle Mitspieler starten von der gleichen Linie aus. Der Knopf, der am nächsten an der Wand liegen bleibt, erbringt drei Punkte. Der Zweitplatzierte erhält zwei Punkte und der Drittplatzierte einen Punkt. Das kann so lange fortgesetzt werden, bis eine bestimmte Punktzahl erreicht ist.

### Knopfklauen oder Knopfwächter
Bei der Spielvariante „Knopfklauen“ oder „Knopfwächter“ gilt es, einem Mitspieler, der mit verbundenen Augen einen größeren Schatz verschiedener Knöpfe bewacht, möglichst viele davon heimlich zu entwenden. Der blinde Spieler versucht, mit Handbewegungen über seine Kostbarkeiten zu wachen und jeden Diebstahl zu verhindern. Sieger ist, wer sich in einer bestimmten Zeit die meisten Knöpfe aneignen konnte.

### Knopfknipsen oder Flohhüpfen
Das „Knopfknipsen“, auch „Flohhüpfen“ genannt, ist ein Geschicklichkeitsspiel. Es bedient sich unterschiedlich großer flacher, rund geformter Knöpfe aus Kunststoff (siehe Bild). Die einzelnen Spieler verfügen über eine größere Anzahl verschiedenfarbiger Nylonknöpfe. Für einen Knipswettkampf wählt jeder Spieler zur Unterscheidung auf dem Spieltisch eine eigene Farbe. Das Spiel erhielt seine Namen nach der Technik, mit der die Knöpfe zum Springen gebracht werden bzw. nach der Bildvorstellung eines hüpfenden Flohs: Indem der Spieler mit einem größeren Knopf auf die hintere Kante eines kleineren drückt und abrutscht, wird dieser in die Höhe geschnellt. So können verschiedene Aufgaben gestellt und dabei Knöpfe von den Spielgegnern gewonnen oder an sie verloren werden.

### Knopfmühle
Die Knopfmühle ist ein Gesellschaftsspiel, bei dem eine sogenannte „Mühle“ aus drei Steinen gebildet wird. Durch Vorwärtsschieben oder Knipsen des jeweils mittleren Steins kann die gesamte Mühle allmählich zu einem bestimmten Ziel hin bewegt werden oder bestimmte Aufgaben lösen.